# Пящина
Пящина (пол. Piaszczyna) — село в Польщі, у гміні Мястко Битівського повіту Поморського воєводства.
Населення — 528 осіб (2011).
У 1975-1998 роках село належало до Слупського воєводства.

## Демографія
Демографічна структура станом на 31 березня 2011 року:
|          | Загалом | Допрацездатний вік | Працездатний вік | Постпрацездатний вік |
| -------- | ------- | ------------------ | ---------------- | -------------------- |
| Чоловіки | 266     | 62                 | 183              | 21                   |
| Жінки    | 262     | 63                 | 161              | 38                   |
| Разом    | 528     | 125                | 344              | 59                   |